# Elber Mark
Koordinaten: 51° 13′ 19″ N, 9° 12′ 0″ O
Die Elber Mark war eine Markgenossenschaft im Bereich der heutigen Gemarkungen von Elbenberg und Altendorf, beides Stadtteile von Naumburg im nordhessischen Landkreis Kassel.
Im Jahre 1266 verkaufte der Edelfreie Wittekind von Naumburg, Domherr in Magdeburg und Kanoniker in Halberstadt, mit Einwilligung seiner Neffen, die Burg in Naumburg und die bei Wolfhagen gelegene Weidelsburg an Erzbischof Werner von Mainz. Mit in diesen Verkauf einbezogen war das nahe und den Naumburgern von den Landgrafen von Hessen verpfändeten Gericht „Hagebuche“, jedoch unter ausdrücklicher Bestätigung des Einlösungsrecht des Landgrafen. Dieses unter einer Hainbuche liegende Gericht war, laut Georg Landau, das Gericht Elben. Das Pfand wurde von den Landgrafen nicht eingelöst, und somit wurde das Gebiet des Gerichts Teil des mainzischen Amts Naumburg.
Von dem Verkauf ausgenommen blieben die Dörfer Elben, mit Elberberg, Altendorf und Beltershausen, die schon vorher (wann ist nicht bekannt) in den Besitz des Stifts St. Alban vor Mainz gekommen waren und dabei von der weltlichen Gerichtsbarkeit befreit und eigenes Gericht wurden. Das Stift setzte die 1231 erstmals beurkundeten Herren von Elben als Vögte ein. Die Märker in Elben, Altendorf und Beltershausen werden noch im Jahre 1440 in einem Weistum als eigentliche Inhaber der Elber Mark bezeugt, mit den Herren von Elben als erblichen Markmeistern und den Greben von Elben als Untermarkmeistern. Die „Mark zum Haine“ mit der Wüstung Todtenhausen gehörte ebenfalls zur Elber Mark.
Um Waldnutzungsrechte in der Elber Mark kam es wiederholt zu Streit, so insbesondere in den Jahren 1440 bis 1441 zwischen Reinhard von Dalwigk und Werner von Elben, was schließlich in den Jahren 1453–1454 in den blutigen Auseinandersetzungen der Bundesherrenfehde gipfelte.
Zu Anfang des 16. Jahrhunderts betrachteten sich die Herren von Elben dann aber bereits nicht mehr als Vögte, sondern als Eigentümer des Waldes in der Mark.
Als die Herren von Elben im Jahre 1535 mit Konrad (Kurt) von Elben im Mannesstamm ausstarben, kam die Elber Mark zunächst an Jakob von Taubenheim. Dies führte zu Protesten von Seiten der Erben des letzten Herren von Elben, die aber schon 1537 bereinigt wurden; die Elber Mark kam nunmehr in Ganerbschaft an die Herren von Boyneburg genannt von Hohenstein und die Herren von Buttlar.